# Willem III van Sicilië
Willem III van Sicilië (1185 - Alt-Ems, 1198) was de laatste koning van Sicilië uit het Normandische huis Hauteville.
Hij was een jongere zoon van koning Tancred van Sicilië en van Sibylla van Acerra. Hij volgde zijn overleden vader in 1194 op als koning van Sicilië, maar omdat hij nog niet volwassen was volgde zijn moeder als regentes. Willem III werd kort daarop door zijn oudoom, keizer Hendrik VI, gevangengenomen, gecastreerd en blind gemaakt en stierf op 13-jarige leeftijd in 1198 in gevangenschap. Hij werd waarschijnlijk vermoord.
Constance I, dochter van Rogier II en tante van de kinderloos overleden Willem II claimde als diens erfgenaam samen met haar echtgenoot Hendrik van Hohenstaufen, die inmiddels keizer van het Heilig Roomse Rijk was, de troon.

## Voorouders
| Voorouders van Willem III van Sicilië (1185-1198) | Voorouders van Willem III van Sicilië (1185-1198)                     | Voorouders van Willem III van Sicilië (1185-1198)                     | Voorouders van Willem III van Sicilië (1185-1198)                     | Voorouders van Willem III van Sicilië (1185-1198)                     | Voorouders van Willem III van Sicilië (1185-1198)                | Voorouders van Willem III van Sicilië (1185-1198)                | Voorouders van Willem III van Sicilië (1185-1198)                | Voorouders van Willem III van Sicilië (1185-1198)                |
| ------------------------------------------------- | --------------------------------------------------------------------- | --------------------------------------------------------------------- | --------------------------------------------------------------------- | --------------------------------------------------------------------- | ---------------------------------------------------------------- | ---------------------------------------------------------------- | ---------------------------------------------------------------- | ---------------------------------------------------------------- |
| Overgrootouders                                   | Rogier II van Sicilië (1095-1154) ∞ Elvira van Sicilië (1100-1135)    | Rogier II van Sicilië (1095-1154) ∞ Elvira van Sicilië (1100-1135)    | Accardus van Lecce (1093-1148) ∞ 1130 ? (-)                           | Accardus van Lecce (1093-1148) ∞ 1130 ? (-)                           | ? (-) ∞ ? (-)                                                    | ? (-) ∞ ? (-)                                                    | ? (-) ∞ ? (-)                                                    | ? (-) ∞ ? (-)                                                    |
| Grootouders                                       | Rogier III van Apulië (1118-1148) ∞ 1156 Bianca van Lecce (1145-1184) | Rogier III van Apulië (1118-1148) ∞ 1156 Bianca van Lecce (1145-1184) | Rogier III van Apulië (1118-1148) ∞ 1156 Bianca van Lecce (1145-1184) | Rogier III van Apulië (1118-1148) ∞ 1156 Bianca van Lecce (1145-1184) | Reinoud van Acerra (1093-1154) ∞ 1130 ? (-)                      | Reinoud van Acerra (1093-1154) ∞ 1130 ? (-)                      | Reinoud van Acerra (1093-1154) ∞ 1130 ? (-)                      | Reinoud van Acerra (1093-1154) ∞ 1130 ? (-)                      |
| Ouders                                            | Tancred van Sicilië (1130-1194) ∞ Sibylla van Acerra (1153-1205)      | Tancred van Sicilië (1130-1194) ∞ Sibylla van Acerra (1153-1205)      | Tancred van Sicilië (1130-1194) ∞ Sibylla van Acerra (1153-1205)      | Tancred van Sicilië (1130-1194) ∞ Sibylla van Acerra (1153-1205)      | Tancred van Sicilië (1130-1194) ∞ Sibylla van Acerra (1153-1205) | Tancred van Sicilië (1130-1194) ∞ Sibylla van Acerra (1153-1205) | Tancred van Sicilië (1130-1194) ∞ Sibylla van Acerra (1153-1205) | Tancred van Sicilië (1130-1194) ∞ Sibylla van Acerra (1153-1205) |